# Jacques Toubon
Jacques Toubon (; n. 29 iunie 1941, Nisa, Franța) este un om politic francez, membru al Parlamentului European în perioada 2004-2009 din partea Franței. 